# Künzing

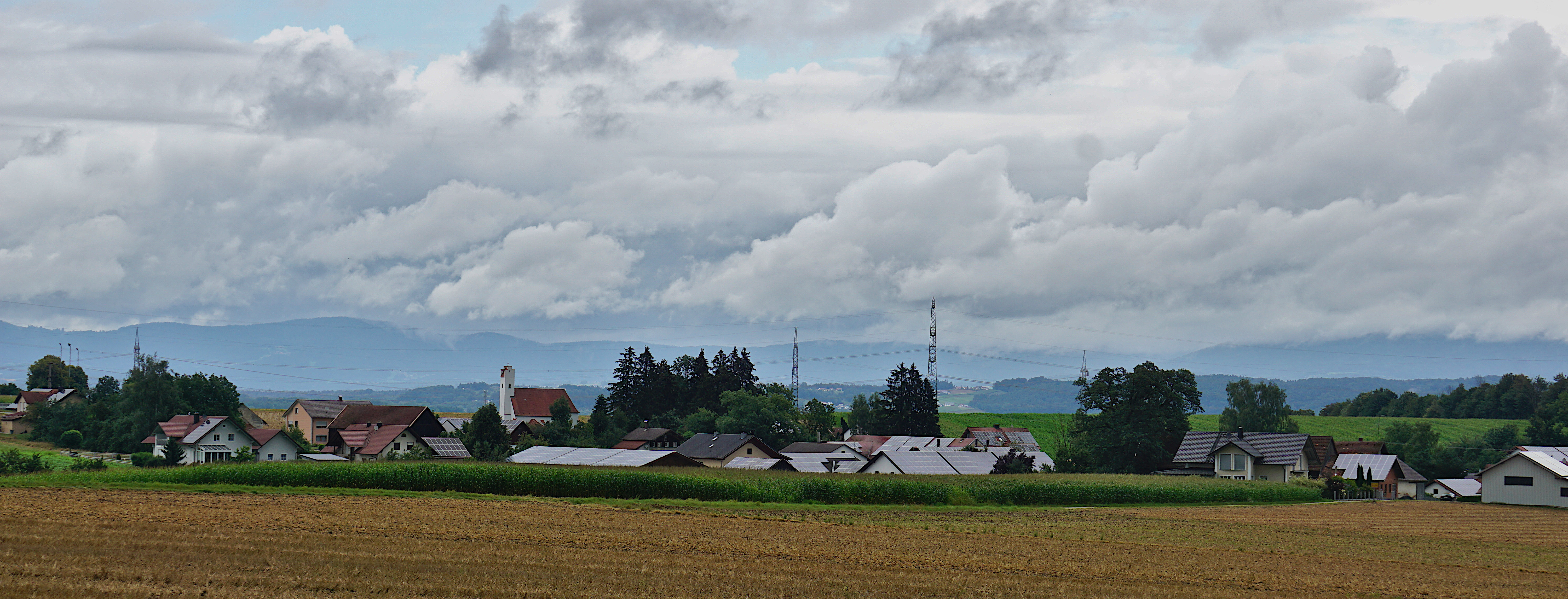
Ortsgemeinde Zeitlarn von Kohlstatt aus gesehen

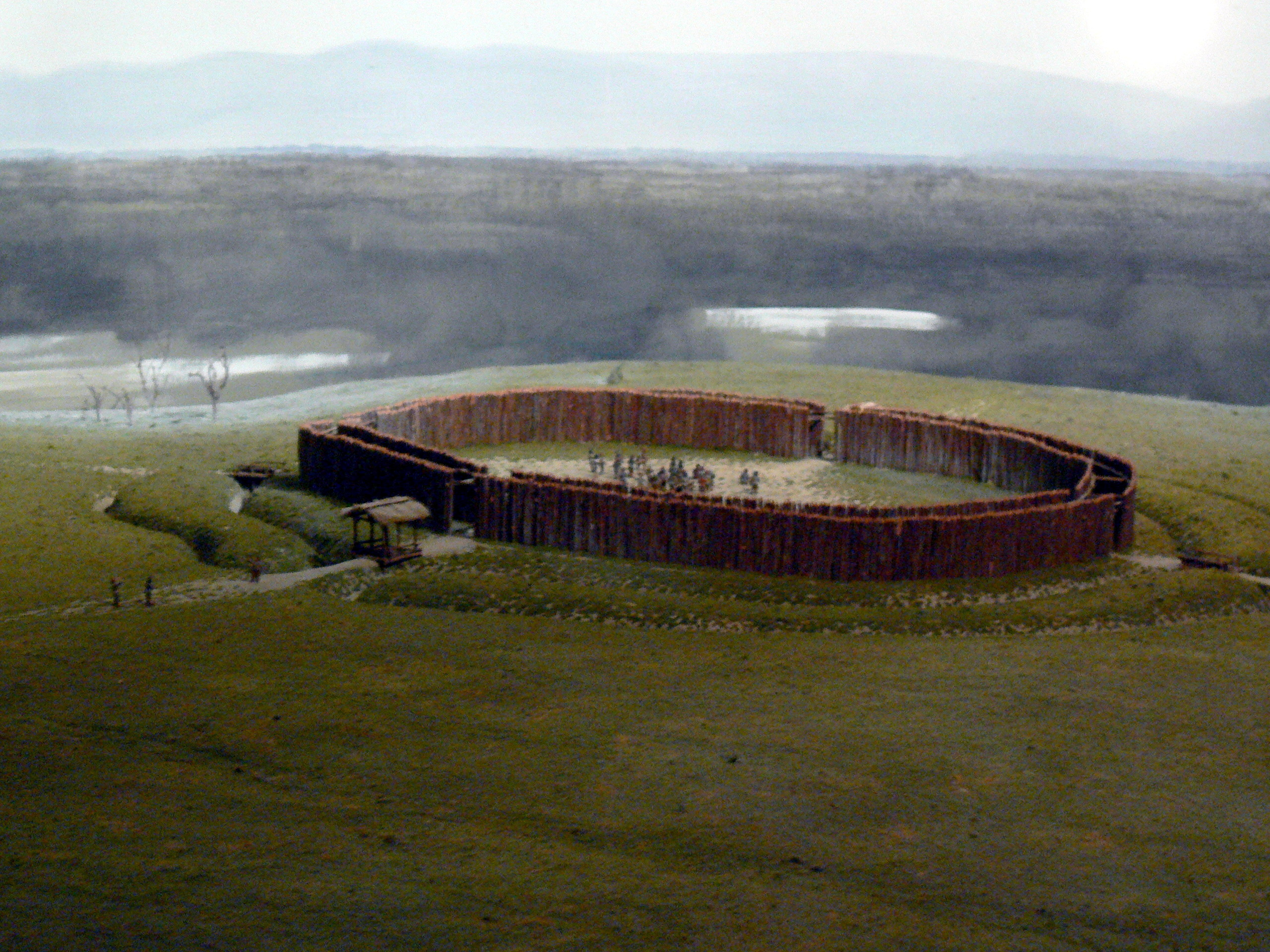
Modell der Kreisgrabenanlage Unternberg

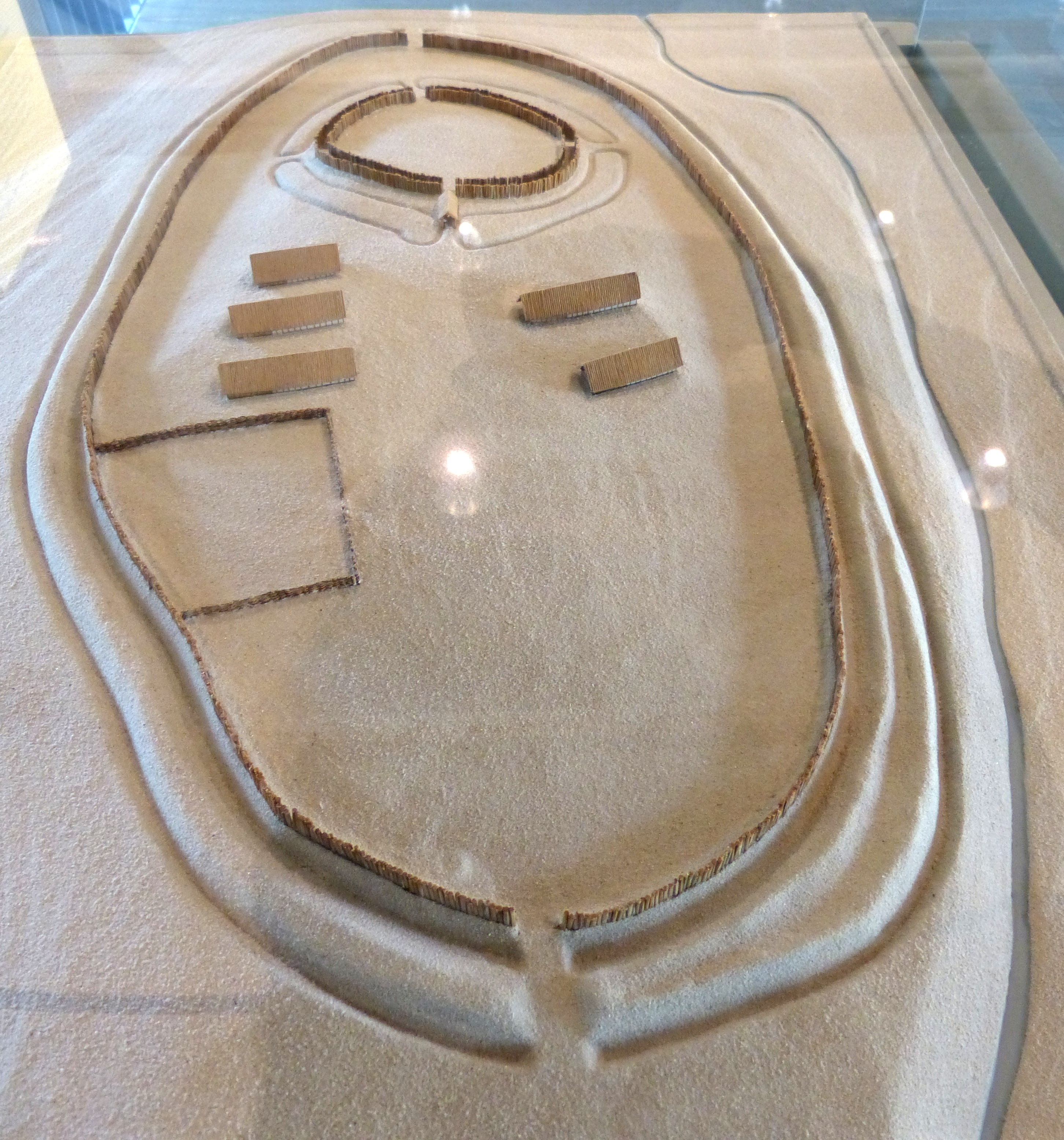
Modell Erdwerk Künzing

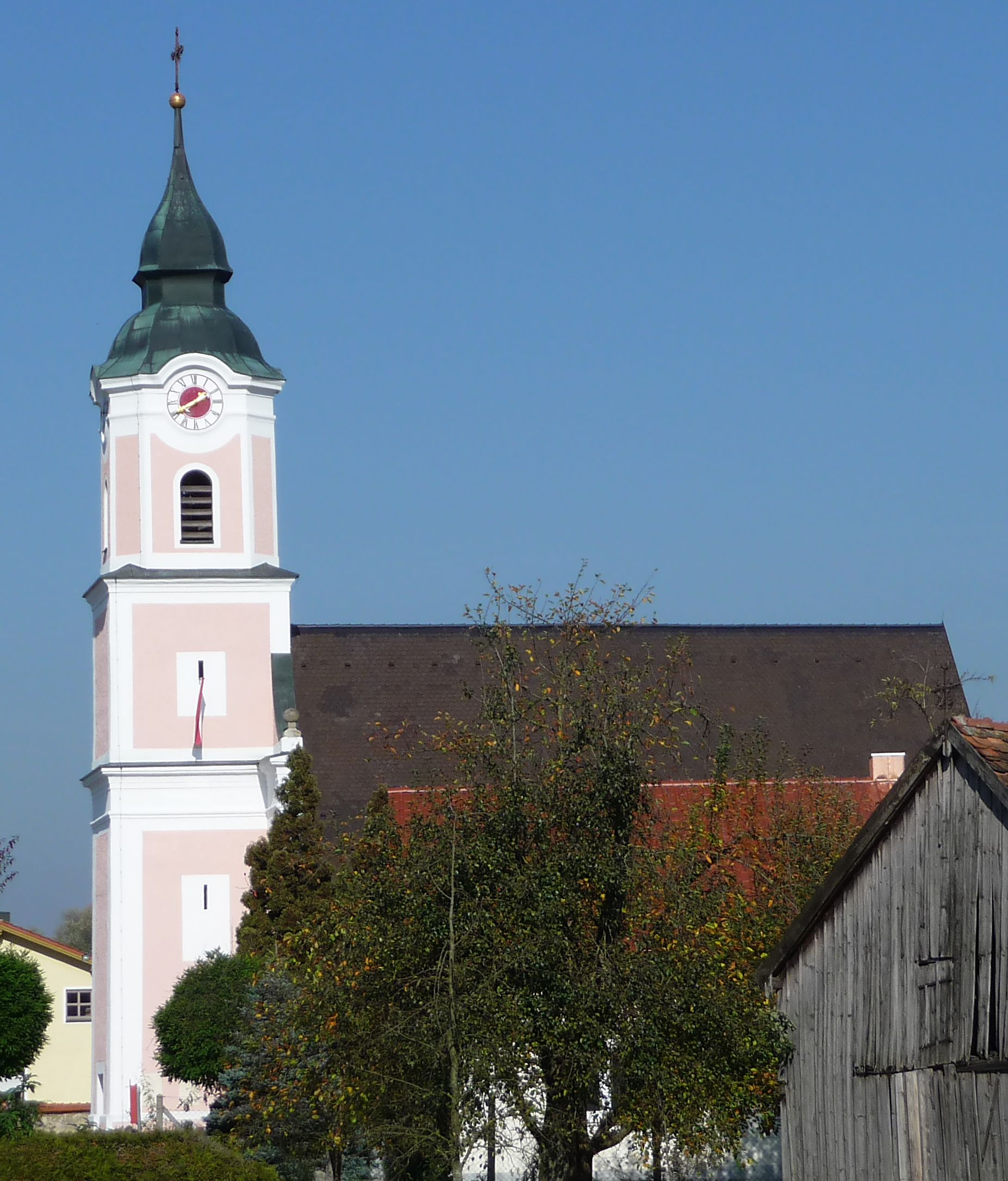
Die katholische Pfarrkirche St. Laurentius

Künzing ist eine Gemeinde im niederbayerischen Landkreis Deggendorf.

## Geografie
Die Gemeinde liegt in der Region Donau-Wald am östlichen Ende des Gäubodens.
Es gibt 30 Gemeindeteile (in Klammern ist der Siedlungstyp angegeben):
- Angerpoint (Weiler)
- Asing (Weiler)
- Bruck (Dorf)
- Dorf (Weiler)
- Dulling (Einöde)
- Ebering (Weiler)
- Forsthart (Pfarrdorf)
- Geinöd (Einöde)
- Girching (Dorf)
- Grund (Einöde)
- Herzogau (Dorf)
- Hub (Dorf)
- Inkam (Dorf)
- Kohlstatt (Dorf)
- Künzing (Pfarrdorf)
- Langburg (Dorf)
- Langkünzing (Dorf)
- Lindafeld (Einöde)
- Lindahof (Einöde)
- Loh (Einöde)
- Mairing (Dorf)
- Obernberg (Dorf)
- Piflitz (Einöde)
- Reit (Weiler)
- Reutholz (Weiler)
- Thannberg (Dorf)
- Unternberg (Weiler)
- Wallerdorf (Pfarrdorf)
- Weidenbach (Einöde)
- Zeitlarn (Kirchdorf)

## Geschichte

### Bis zur Gemeindegründung
Durch zahlreiche archäologische Untersuchungen ist bekannt, dass der heutige Ort Künzing bereits seit mehr als 5000 Jahren besiedelt ist. Im beginnenden 5. Jahrtausend v. Chr. (Jungsteinzeit) errichtet eine kleine Siedlungsgruppe eine Kreisgrabenanlage, die als Kalenderbau gedeutet wird. Es ist einer der wichtigsten Fundplätze der Gruppe Oberlauterbach. Seit dieser Zeit reißen die Besiedlungsspuren nicht ab: In der Urnenfelderzeit ab 1100 v. Chr. belegen dies Funde aus einem großen Gräberfeld, das bis 500 v. Chr. benutzt wurde.
Ab 90 ist die Siedlung unter dem Kastellnamen Quintanis (Quintana) Standort eines Grenzkastells des römischen Reichs am sogenannten Donaulimes. 2003 wurden hier durch die Kreisarchäologie Deggendorf auch die Spuren eines aus Holz erbauten römischen Amphitheaters (48° 40′ 11″ N, 13° 4′ 49″ O) nachgewiesen.
Dieses Kastell musste Ende des 5. Jahrhunderts wegen der häufigen Einfälle der Alamannen aufgegeben werden, das Militär zog ab. Spätantike Grabfunde aber belegen, dass zumindest ein Teil der romanischen Bevölkerung weiter vor Ort blieb. Ab dem 6. Jahrhundert belegen archäologische Befunde eine Besiedlung des Ortes durch die Bajuwaren.
Im Jahr 903 wurde die Zugehörigkeit Künzings zum Kloster Niederaltaich urkundlich belegt. Künzing gehörte später zum Rentamt Landshut und zum Landgericht Vilshofen des Kurfürstentums Bayern.

### Kreiszugehörigkeit
Am 1. Juli 1972 kam Künzing im Zuge der Kreisreform mit anderen Gemeinden des westlichen Landkreises Vilshofen zum Landkreis Deggendorf.

### Eingemeindungen
Im Zuge der Gebietsreform in Bayern wurde am 1. Januar 1972 die Gemeinde Forsthart eingegliedert.

### Einwohnerentwicklung
Im Zeitraum 1988 bis 2018 wuchs die Gemeinde von 2891 auf 3174 um 283 Einwohner bzw. um 9,8 %.
| Jahr | Einwohner |
| ---- | --------- |
| 1961 | 2459      |
| 1970 | 2613      |
| 1987 | 2895      |
| 1991 | 2930      |
| 1995 | 3059      |
| 2000 | 3157      |
| 2005 | 3224      |
| 2010 | 3123      |
| 2015 | 3138      |
| 2020 | 3177      |

## Politik

### Bürgermeister
Erster Bürgermeister war von März 2000 bis März 2018 Bernhard Feuerecker (SPD/FWG). Am 11. März 2018 wurde mit zwei Stimmen Vorsprung auf den Amtsinhaber Siegfried Lobmeier (CSU) gewählt. Zweiter Bürgermeister ist Johann Haböck (CSU). Dritter Bürgermeister ist Franz Ameres (CSU).

### Gemeinderat
Die Kommunalwahlen von 2020 und frühere ergaben folgende Sitzverteilungen:
|      | CSU | SPD | FWG | JU | Gesamt |
| 2020 | 7   | 4   | 3   | 2  | 16     |
| 2014 | 8   | 5   | 3   | –  | 16     |

### Wappen
| Wappen der Gemeinde Künzing | Blasonierung: „Unter blauem Schildhaupt, darin ein goldener Rost, in Silber über roter Quaderzinnenmauer zwei schräg gekreuzte, grüne Fichtenzweige.“ |
| Wappen der Gemeinde Künzing | Wappenbegründung: Das Wappen enthält in Kurzform wichtige Bildbotschaften zur Gemeindegeschichte. Die Quadermauer veranschaulicht die im Römerkastell Quintana bis in die Gegenwart geretteten Überreste aus der Frühgeschichte Künzings. Der Rost im Schildhaupt ist das Attribut des heiligen Laurentius, der für die Zeit der Christianisierung im frühen Mittelalter und das Laurentius-Patrozinium der Pfarrkirche steht. Die Fichtenzweige erinnern an die im Jahr 1972 vollzogene Eingliederung der früher selbstständigen Gemeinde Forsthart, die einen ausgedehnten Forstbezirk umschloss. Als Waldsinnbild spielen die Zweige auch auf den Ortsnamen Forsthart an. Dieses Wappen wird seit 1976 geführt. |

## Kultur und Sehenswürdigkeiten

### Baudenkmäler

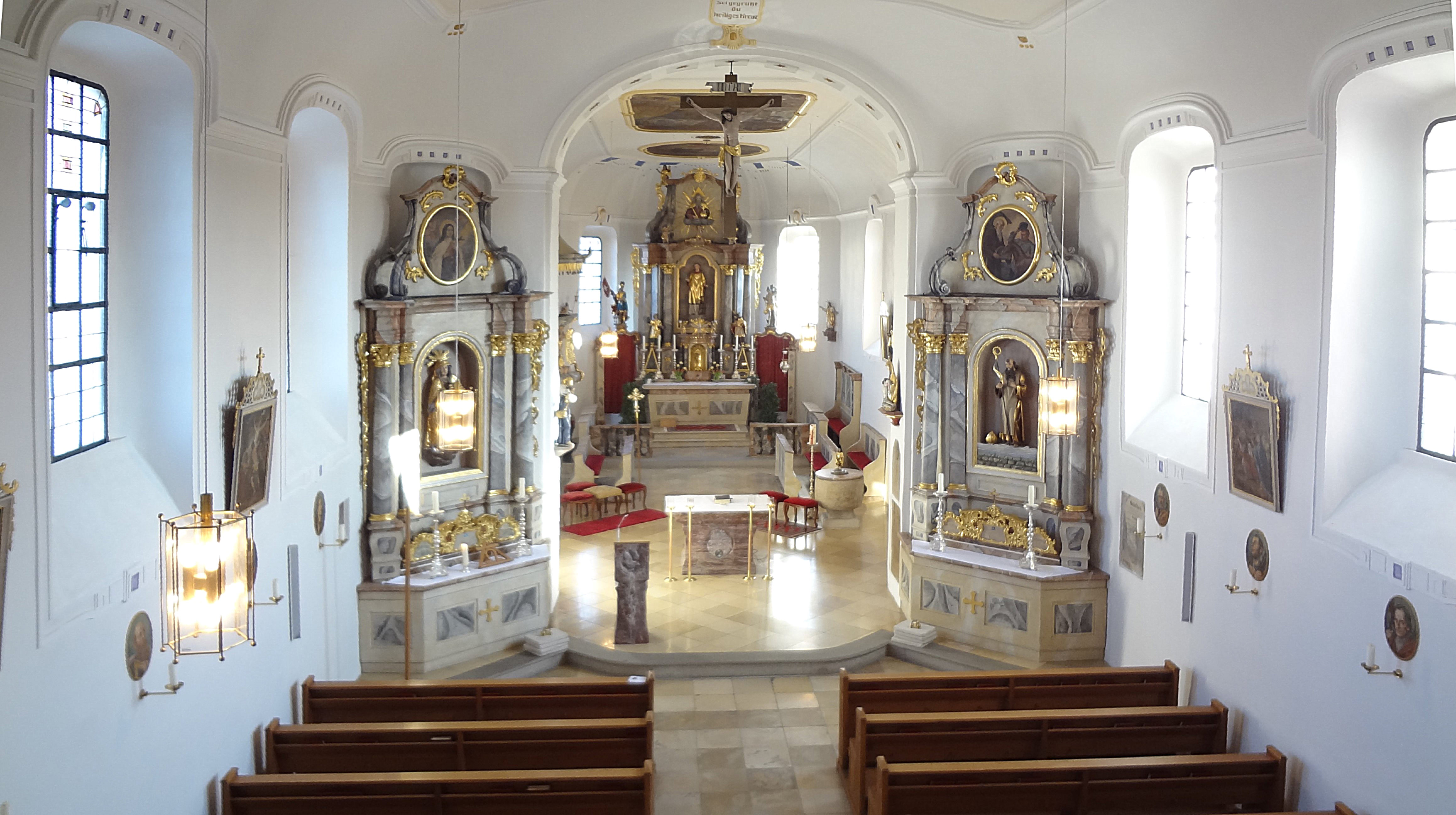

- Kirche St. Laurentius

Die Künzinger Kirche galt im 9. Jahrhundert als Eigenkirche des Klosters Niederaltaich und wurde später zum klösterlichen Pfarrvikariat. Die heutige Kirche entstand in der ersten Hälfte des 13. Jahrhunderts. Nach der Säkularisierung 1803 erhielt Künzing die staatliche Organisation als Pfarrei. Künzing dürfte im frühen 13. Jahrhundert ein klösterliches, aber von Weltpriestern betreutes Pfarrvikariat geworden sein. Am Ende der Klosterzeit 1803 gehörten neben zahlreichen Weilern und Einöden dazu die Dörfer Bruck, Inkam, Langkünzing, Girching, Kohlstatt, Langburg, Maging, Obernberg, Thannberg, Wallerdorf und Zeitlarn, mit zwei Nebenkirchen in Obernberg und Zeitlarn sowie eine bedeutende Kapelle im Pfarrdorf. Die ehemals am Ortseingang von Künzing stehende Kapelle wurde im Volksmund Ammerkapelle genannt und gehörte zum Ammerhof, dem ehemaligen niederaltaichischen Amtshof. Dem erhaltenen Altarblatt zufolge war sie den 14 Nothelfern geweiht. 1947 wurde sie im Zuge des Straßenbaus der B8 abgebrochen. Diese Kapelle erbaute der Amtmann Dionysius Crenninger zu Künzing, die 14 Nothelferbilder befinden sich heute in der Pfarrkirche.

### Museum Quintana
Künzing gehört zu den archäologisch ergiebigsten Orten im Landkreis Deggendorf. Das Museum Quintana zeigt bedeutende Funde zur Ur- und Frühgeschichte der Region sowie Druckgrafiken zum Heiligen Severin von Noricum.

## Wirtschaft und Infrastruktur

### Wirtschaft einschließlich Land- und Forstwirtschaft
Es gab im Jahr 2020 nach der amtlichen Statistik im Bereich der Land- und Forstwirtschaft neun, im produzierenden Gewerbe 182 und im Bereich Handel und Verkehr 118 sozialversicherungspflichtig Beschäftigte am Arbeitsort. In sonstigen Wirtschaftsbereichen waren am Arbeitsort 96 Personen sozialversicherungspflichtig beschäftigt. Sozialversicherungspflichtig Beschäftigte am Wohnort gab es insgesamt 1369. Im verarbeitenden Gewerbe gab es zwei, im Bauhauptgewerbe fünf Betriebe. Zudem bestanden im Jahr 2016 68 landwirtschaftliche Betriebe mit einer landwirtschaftlich genutzten Fläche von 2459 ha, davon waren 2273 ha Ackerfläche und 185 ha Dauergrünfläche.

### Verkehr
Die Bundesautobahn 3 Passau—Nürnberg ist neun Kilometer entfernt. Des Weiteren liegt der Ort direkt an der Bundesstraße 8, welche von Passau über Plattling nach Straubing führt. Die Bahnstrecke Passau–Obertraubling führt durch den Ort, jedoch ohne Haltepunkt.

### Bildung und Kinderbetreuung
In Künzing gibt es folgende Einrichtungen (Stand 2021):
- zwei Kindertageseinrichtungen: 122 genehmigte Plätze, 110 betreute Kinder
- eine Grundschule: acht Lehrkräfte, 128 Schülerinnen und Schüler

## Persönlichkeiten
- Hans Dietl (1894–1981), Politiker (SPD)